# Thorigné
Thorigné is een plaats en voormalige gemeente in het Franse departement Deux-Sèvres in de regio Nouvelle-Aquitaine en telt 1140 inwoners (2005). De plaats maakt deel uit van het arrondissement Niort.

## Geschiedenis
Thorigné is op 1 januari 2017 gefuseerd met de gemeente Mougon tot de gemeente Mougon-Thorigné. Deze gemeente fuseerde op 1 januari 2019 met Aigonnay en Sainte-Blandine tot de huidige gemeente Aigondigné.

## Geografie
De oppervlakte van Thorigné bedraagt 18,3 km², de bevolkingsdichtheid is 62,3 inwoners per km².
De onderstaande kaart toont de ligging van Thorigné met de belangrijkste infrastructuur en aangrenzende gemeenten.

## Demografie
Onderstaande figuur toont het verloop van het inwonertal.
Aigonnay · Mougon · Sainte-Blandine · Thorigné